# Zarkaháza
Zarkaháza is een plaats (város) en gemeente in het Hongaarse comitaat Vas.

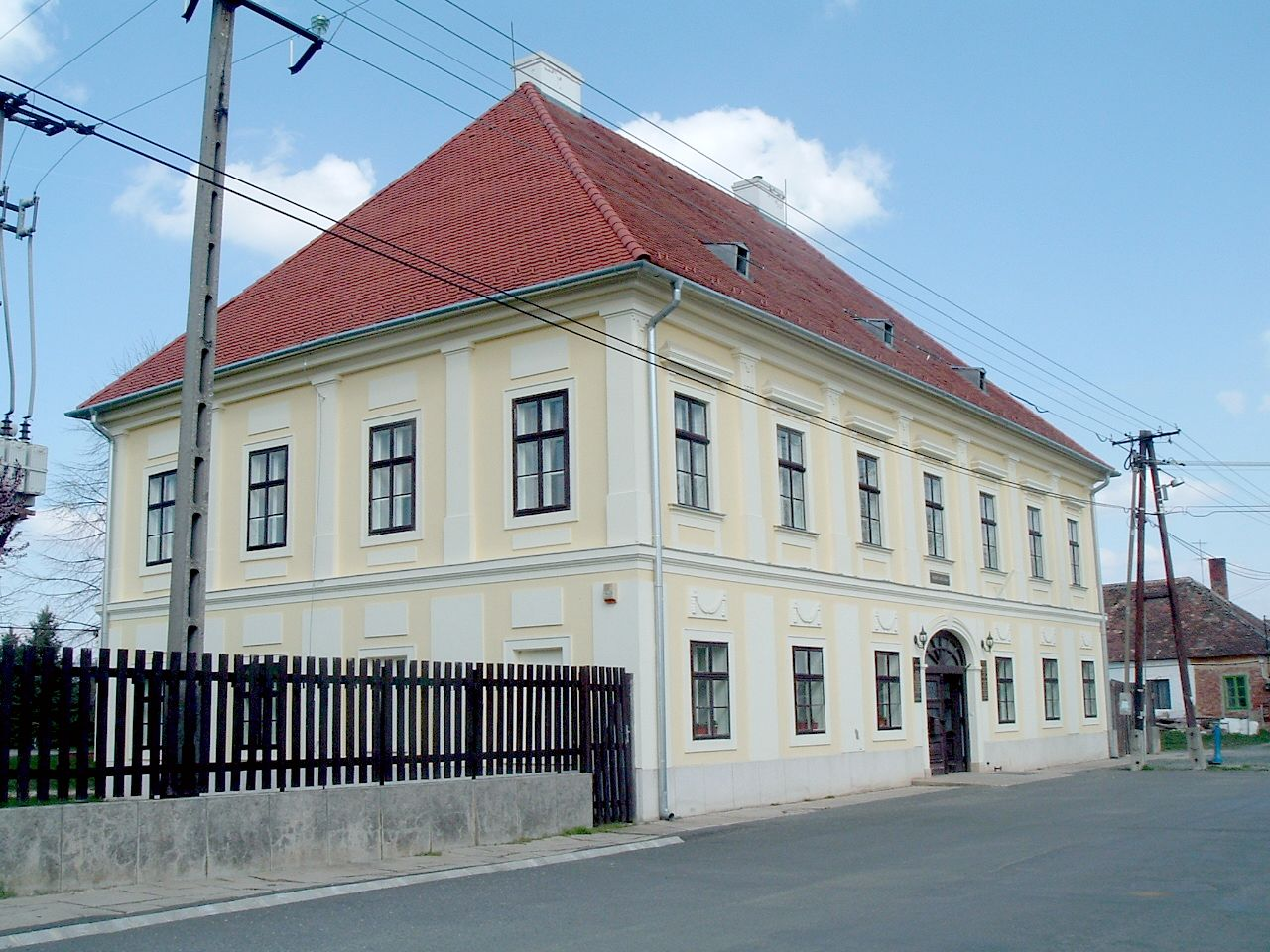
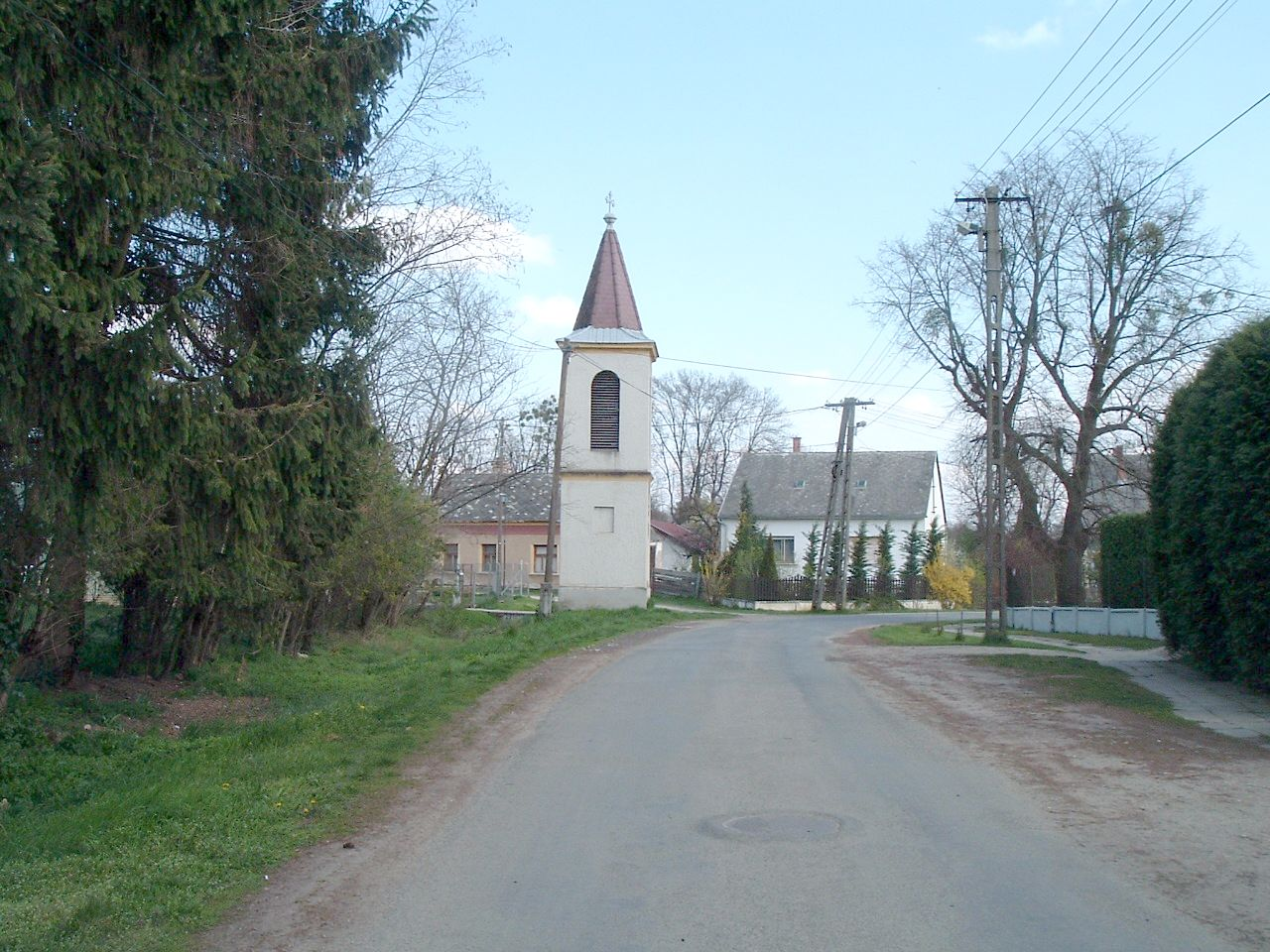